# 丘喬哈薩山
13°10′17″S 73°03′18″W / 13.17139°S 73.05500°W
丘喬哈薩山（Chuchaujasa），是秘魯的山峰，位於該國東南部庫斯科大區，由拉孔本西翁省的比爾卡班巴區負責管轄，屬於維爾卡潘帕山脈的一部分，海拔高度約4,800米。